# Fiodor Okhlopkov
Fiodor Matveïevitch Okhlopkov (en russe : Фё́дор Матве́евич Охло́пков), né le 2 mars 1908 et mort le 28 mai 1968, est un tireur d'élite soviétique d'origine Iakoutes durant la Seconde Guerre mondiale, crédité de 429 victimes.

## Biographie
Fiodor Matveïevitch Okhlopkov naît en mars 1908 dans un kolkhoze isolé de la république de Sakha, la station de train la plus proche étant à une semaine de marche. Il s’engage dans l’armée en même temps que son frère cadet Vasili en septembre 1941 et tous les deux sont assignés au 241e régiment de fusiliers. Vasili est toutefois tué par un sniper allemand quelques jours après leur arrivée sur le front.
Habitué au tir de précision du fait de l’importance de la chasse dans sa région d’origine, Okhlopkov devient lui-même tireur d’élite à la fin de l’année 1942. Au 14 mars 1943, son tableau de chasse est de cent quarante sept victimes, puis de trois cent neuf au 13 janvier 1944. En parallèle, il sert de modèle à la propagande soviétique, qui affiche notamment ses résultats dans les magazines destinés aux soldats. Il est toutefois gravement blessé le 23 juin 1944 lors de l’attaque de Vitebsk par un tir à la poitrine. Bien que cela soit sa douzième blessure, celle-ci est trop grave pour lui permettre de retourner au combat et il ne retourne plus au front avant la fin de la guerre.
Démobilisé à la fin de la guerre avec le grade de sergent, son bilan officiel est de quatre cent vingt-neuf victimes, mais pourrait être supérieur du fait qu’Okhlopkov a également servi comme mitrailleur. Malgré ces résultats, ce n’est que longtemps après la guerre, le 6 mai 1965 qu’il reçoit le titre de héros de l’Union soviétique, trois ans seulement avant sa mort le 28 mai 1968.
En 1974, un cargo fut nommé en son honneur.